# 佐藤寿也
佐藤 寿也（さとう としや）は、満田拓也の漫画作品『MAJOR』『MAJOR 2nd』、及びそれを原作とするアニメ『メジャー』『メジャーセカンド』に登場する吾郎の親友で、終生のライバル。MAJORでは主人公吾郎の盟友でありライバルの一人としても登場したが、続編となる2ndでは主人公の大吾の実質的な師匠役である。アニメでの声優は緒乃冬華（大浦冬華）（小学生まで）、森田成一（中学生以降）。

## プロフィール
- ポジション：捕手
  - 投手（三船東中戦、最終回のみ）
- 投打： 右投右打
- 背番号
  - 12（横浜リトル四、五年時）
  - 2（横浜リトル六年時、友ノ浦中、海堂高校、若手選抜）
  - 13（東京シャイアンツ）※アニメでは東京ウォリアーズ。
  - 24（W杯日本代表）
  - 14（インディアナ・ホーネッツ）
  - 44（ニューヨーク・タイタンズ）
- 誕生日：9月9日
- 血液型：AB
- 身長/体重（学生時代） 175cm/64kg

## 人物
普段は吾郎と対照的に愛想がよく、物腰の穏やかで礼儀正しい態度を貫いている。しかし、吾郎が海堂を自主退学することを知った際の壮行試合などでは彼の身勝手な行動に声を荒げたり、納得のいかないことであれば吾郎同様目上の人間に対しても、遠慮なく意見する一面も持っている。特に成長してからは、ここぞという場面で芯の強い部分を見せる。
眉目秀麗であるため、女性から黄色い声を上げられることが多い。
一人称は基本的に「僕」であるが、中学生以降は「俺」と言うこともあった。妹・美穂の前では「俺」と話していたり、2ndでも「俺」を使う場面もある。ちなみに、二人称はいつもお前呼ばわりあるいはあんた呼ばわりしている吾郎とは逆で「君」あるいは「あなた」である。名前の呼ばれ方は、小森や清水、幼少期の吾郎からは「寿君」、「寿也君」、友ノ浦中時代のチームメイトや中学以降の吾郎からは主に「寿」または「寿也」、幼年期には母親から「寿ちゃん」と呼ばれることもあった。基本的には吾郎のことを幼少期から一貫して「吾郎君」と呼んでいるが、教員やチームメイトとの会話では「本田」または「本田君」、「茂野」または「茂野君」などと呼ぶこともある。
激高した際（海堂一軍との壮行試合）や諭す場合（W杯合宿の練習試合）などは、吾郎に対しドライな態度を取ることもあり、彼と感情を逆撫でして一時的に対立することも多々あった。
小学校の修学旅行から帰宅した際、家族が自分だけを残して夜逃げしたことがトラウマとなっている。想起すると呼吸困難が生じる発作が起きるため、妹の美穂に会うまでその記憶を封印していた。中学では学年トップの成績だったが、養祖父母の負担にならないように、地元神奈川の名門・海堂学園高校の野球部特待生になることに執念を燃やし、性格に歪みが生じていた。

## 選手像
作中屈指のクラッチヒッター。
冷静沈着な性格と明晰な頭脳を活かした緻密なリードにより、相手を翻弄するプレイスタイルが持ち味である。だが、そこを逆手にとられ自分自身が策に溺れることもある。
試合中、吾郎の闘争心がいい方向に働くと怖いが、一旦傾き始めると止めどころなく崩れるという諸刃の剣であると評しているが、同じことは寿也の頭脳作戦にもいえ、冷静さを取り戻した吾郎の前には寿也の策は通用しなくなる。吾郎とバッテリーを組む際は、何かと暴走しがちな吾郎をよく理解しストッパー係となる無二の存在。
実は天才肌に見えて、吾郎に劣らぬ努力家。中学時代にはバッティングセンターの投球を軍手で捕る練習を重ねて捕球技術を磨いていた。中学時代に吾郎が投げた球を素手で捕球したこともある。

## 記録
- 満塁本塁打、5本
  1. 中学3年生時、県大会3回戦（三船東中学戦）
  2. 高校1年生時、歓迎試合（特待生組戦）
  3. 第1回W杯、2次リーグ第1試合（ベネズエラ戦）
  4. MLB1年目、ワールドシリーズ第7試合（テキサス・レイダース戦）※7回、9回にそれぞれ放っている。
- サヨナラ本塁打、5本
  1. 中学3年生時、海堂高校セレクション（最終テスト）※第1試合、第2試合いずれも放っている。
  2. 高校1年生時、歓迎試合（特待生組戦）
  3. 高校2年生時、壮行試合（1軍戦）※アニメ版では、同点ホームラン。
  4. 第1回W杯、2次リーグ第2試合（韓国戦）※アニメ版では、タイムリーツーベース。

## 来歴

### MAJOR
幼稚園編（アニメ版では保育園編）
母親から、小学校受験のために勉強を強制されていた際に吾郎と出会い、野球を教わる。後日、吾郎からもらったグラブを母親に捨てられたことから吾郎に誤解されるが、吾郎の父・茂治の計らいにより誤解が解け、友情を深める。当時、吾郎の唯一の野球友達だった。
茂治の死により吾郎が引っ越す時、野球をやめようとしていた吾郎に「野球をやめないで」と告げ、吾郎が引っ越してからも野球を続ける。当時はメガネをかけていた。
リトルリーグ編
小学校4年生のときに名門・横浜リトルに入団した。卓越した野球センスと戦術で、下級生ながら捕手として上級生をリードする。三船リトルに入団した吾郎と再会。三船リトルとの対戦では白熱した試合を展開したが、6回の守備で菊池続投による試合決着を図り裏目に出たことが間接要因、延長入り後ハンデ戦へ持ち込み却って相手の奮起を招いたことが直接要因となって最後は敗れる。
小学校6年生のとき、父親の会社の倒産により両親が妹・美穂だけを連れて夜逃げし、以後祖父母に育てられる。ショックから一時は野球ができないほどの精神状態になり、横浜リトルを退団した。
友ノ浦中学校編
友ノ浦中野球部に入部し、主将を務める。学業成績は常にトップクラスだが、育ての親となった母方の祖父母のために最短コースでプロ野球選手となることを決意した。中学3年時に、三船東中学に転校した吾郎と再会 する。この際吾郎はチームメイトの小森と練習試合の申し込みをしに友ノ浦中に来たがその際自分が吾郎の球を確認し、彼の速球を簡単に打ち返した。最後には吾郎の球を素手で取った。直後にサウスポーに転向した吾郎の球のキレのなさを「致命的な欠陥」と挑発的に指摘する。自身を育てるために閉店していた弁当屋を再開した祖父母に楽をさせたいと名門・海堂高校の特待生を目指していたが、海堂のスカウト・大貫が吾郎と寿也を天秤にかける行動に出たため、怒りを鎮めるような形で吾郎を逆恨みし、地区大会で対戦した際に「負けた方が海堂進学を諦めよう」と賭けを持ちかける。
地区大会3回戦で三船東中と対戦。序盤は巧みな心理攻撃により優位に立つが、小森の一喝で冷静さを取り戻した吾郎に苦戦する。この際寿也も海堂に行きたいがために序盤こそ優位に立ったがそこだけに行き過ぎて寿也も吾郎だけを相手することに拘りすぎていた。それにより吾郎と山根に立て続けにホームランを打たれ逆転されてしまう。だが倉本をはじめとしたチームメイトの一言でようやく冷静さを取り戻し吾郎から逆転満塁ホームランを打った。寿也のリードと三船東の粘り強い追い上げのために疲弊したエースの成瀬に代わり、自らマウンドに登り豪速球と緻密なコントロールで三船東ナインを追い詰めるが、吾郎が以前に投げていた棒球だったことで吾郎にサヨナラホームランを打たれ敗戦。試合後、吾郎に対して今までの言動を謝罪はしなかったが、「僕は君と同じ学校で野球をやりたい。君となら海堂を敵に回すのも面白い」と告白し、再び友情を取り戻した。
地区大会後、吾郎と同じ三船高校に進学し海堂を倒そうと決意したものの、海堂学園中等部（アニメ版では海堂付属中）の眉村健に完敗した吾郎から共に海堂へ行こうと誘われる。同時に関西の名門校からも勧誘されるが、高い学費がかかり祖父母の負担を考え誘いがあったことを隠して躊躇していた が、祖父が「（自分たちは大丈夫だから）親には頼ってくれ。子供が自分の進みたい道くらい親にわがままを言わなくてどうするんだ！？」という涙ながらの言葉によって最終的に海堂への進学を決心し、吾郎と共に海堂野球部のセレクションを受けて合格する。
なお、セレクション終了直後に「学科試験（筆記）」があると聞いてからは吾郎の家庭教師になっており、幼稚園時代は将来のためといわれ嫌々だったが、学校の授業はきちんと受けていたようであり、元々勉強嫌いな吾郎とは正反対である。
海堂学園高校編
海堂入学後、三軍夢島での猛練習に耐え抜き、二軍に昇格。特待生組との歓迎試合では4番で出場。眉村からのサヨナラ本塁打を含む3本の本塁打を放つなど、攻守にわたって活躍した。その後、マニュアルに反抗する吾郎を辞めさせようとする二軍監督らに反発するも、海堂のチーフマネージャー江頭の措置で吾郎は退部を免れる。吾郎が一軍と戦い勝てば海堂を辞めると言い放ったとき、自分を捨てた両親と同じように彼が自分を裏切ったという思いになる。
海堂で吾郎とバッテリーを組む最後となった一軍対二軍の壮行試合では、海堂高校を自主退学する吾郎と挑む事に最初は乗り気ではなかったものの、彼の存念（自分の足で道を開き海堂と戦いたい）を知り、心を打たれる。吾郎の行動は自分本位でなく野球本位であり、この試合に勝って吾郎とライバルになることが自分のためでもあると認識を変え、逆転2ランを放った（アニメでは同点本塁打）。
夢島組から一軍レギュラーの座を獲得して、海堂高校の正捕手・4番・主将（アニメ版）となり、春の甲子園では優勝。そして3年夏の県大会（準々決勝戦）で吾郎率いる聖秀との対戦。吾郎とは3度目の対決となり死闘を演じた。対戦前は吾郎を意識していない素振りを見せていた（意識よりも興味がない、練習台のような態度だったため、吾郎や綾音（アニメ版のみ）からは悪印象を持たれる）が、これは吾郎や聖秀を見下しているからではなく、全国優勝の実績や日本屈指の過酷かつ整った環境で鍛えたことからくる自信の表れであった。当初は海堂の完璧なマニュアル野球と巧みなリードや事前の研究により余裕で勝てるものと踏んでおり、最初の打席では吾郎から初球スクイズを決め先制、2打席目は吾郎の抜け球を狙い撃ち、3ランを放つ。天候不順等を始めとした巡り合わせや自身のハッタリ作戦がバッテリーの強化を引き起こし（狙い球にしていたシュート回転気味の棒球が来なくなる）、吾郎のみならず聖秀の奮闘に苦戦を強いられる。また、江頭の暗躍（海堂二軍と聖秀高校との練習試合で吾郎の足に故意のけがを負わせた）とバント攻めの指示に失敗している事や不正の片棒を担いでまで勝つつもりは無いと反論したため、江頭から試合終了後の野球部除名を宣告される。このとき寿也同様にバント指示に従わない者（眉村、薬師寺）と、後味は悪い事は承知の上で従う者（草野）に分かれてチーム内が動揺したが、結局チームメイト全員が寿也に続くことになった。1点を追う9回二死満塁の場面で江頭に代打を出されかけるも、それを振り切った監督の伊沢やチームメイトから背中を押される形で打席に立つ。依然球威が衰えない吾郎に対して倒さなくてはならない存在と認識し、ピッチャー強襲(一度は吾郎のグラブに収まりかけるも弾く)の打球を打ち、これが同点となる内野安打になった。9回に同点に追いついた後、江頭は「俺はこんな試合は認めんぞ。たとえ勝っても決勝進出はおれの手で阻止する」と気力を失いながらも脅迫してベンチ裏に姿を消したがそのベンチ裏で早乙女兄妹から理事長の指示で内偵していたことを知らされ、江頭は失脚される。一方江頭がいなくなった後の試合は激戦の末聖秀学院をサヨナラ勝ちで下したが、これは吾郎の疲労により投球動作に入ったところで崩れ落ちてボークを宣告されたためだった。そしてマウンド去っていく吾郎に対して「怪我を治してまたマウンドに戻って来て欲しい」と吾郎の身を案じる。なお、寿也にとっては自分の所属するチームが公式戦では初めて吾郎のいるチームに勝利した。そして伊沢や早乙女兄妹の内偵により、試合後に江頭が部長業から追放されることとなったため野球部除名は取り消され、その後夏の甲子園では優勝を飾り春夏連覇を成し遂げる(ただし夏の優勝旗は江頭の問題行動の事もあり返還した)。その後、ドラフト1位で東京シャイアンズ（アニメでは東京ウォリアーズ）に指名される。
マイナーリーグ編
原作では一切登場しなかったが、アニメ版では彼のオリジナルエピソードがいくつも設けられた。
シャイアンズ（アニメ版では東京ウォリアーズ）にドラフト1位で入団後、宮崎キャンプやオープン戦におけるプロとアマの違いへの葛藤や、眉村との新人王争いの様子が描かれた。
最終的に、1年目で打率3割をマーク。守備でも怪我の矢部（アニメ版では矢田部）に代わり正捕手を務め、チームの優勝に貢献し、新人王を獲得。
W杯編
吾郎の誘いでヤングジャパン入りを志願してオールジャパンとの練習試合に4番で出場し、実力を認められ野球W杯日本代表入りする。当初はDHで起用されたが、1回戦の日本対ベネズエラ戦で代表正捕手の堂島（アニメ版では堂本）が故障したため守備に就くこととなり、公式戦では初めて吾郎とバッテリーを組む。試合中は2打席連続で好機に凡打したことや守備のミスによる呵責で茫然自失に陥るが吾郎の一喝で立ち直り、その後のイニングを無失点に抑え、直後の打席で逆転満塁本塁打を放った。その後の試合でもチャンスで活躍し、W杯では攻守ともに大きく貢献した。
W杯期間中、日本から応援に来ていた生き別れの妹・美穂と偶然再会し、少年時代に両親から捨てられたトラウマを思い出して卒倒するが、吾郎と清水薫らの助力で過去を克服する契機とした。
メジャーリーグ編
渡米した吾郎の試合をネットで見ており、地区優勝をかけたホーネッツの試合を宿舎でテレビ観戦するなど、米国での吾郎の活躍を楽しみに、また自身の励みとしている。春先は吾郎のイップスと同時期に不調に陥ったらしいが(本人曰く、調整の難しさを痛感した)、最終的にはプロ2年目で打点王に輝く。
8年後、日本でFA権を取得し、「1度でいいから、吾郎くんと同じユニホームを着て優勝したい」という思いからホーネッツに入団。開幕時から同じく移籍してきたバートンと共に併用される予定だったが、開幕2戦目の走塁時に右肩を故障し長期離脱、ワールドシリーズで復帰を果たす。第6戦にて吾郎とW杯以来となるバッテリーを組む。レイダースの眉村から満塁本塁打を放った。さらにその後、2本目の満塁本塁打を放ってワールドシリーズ制覇に貢献した。この時、美穂の計らいで球場に来ていた母の姿を見つけ、密かにサインを送った。
日本プロ野球編
吾郎がメジャーを離れた後もホーネッツに所属しており、吾郎帰国後の新聞では寿也がリーグ首位打者として活躍していることが記載されている。

### MAJOR 2nd
小学生編
メジャーで本塁打王に輝いた後に現役を引退して日本に帰国し、野球解説者になっている。
現役の間に日本人女性と結婚し、一人息子の光を儲けるも離婚した。妻に引き取られた光とは離婚以来ほとんど会っていないものの彼のことを案じており、三船リトルで練習試合に臨む彼の姿をこっそり見に行っている。その後、台湾にいる吾郎から大吾への指導を頼まれ、野球の基礎以外にも捕手としての心構えを伝えた。
大吾へ技術面・メンタル面での助言をする一方、群馬に引っ越したことで意気消沈する光についての相談を元妻から受け、光が再び大吾と野球ができるよう手を回すなど、大人として息子たちを陰ながら応援している。
中学生編
光が中学に進学してからは会っておらず、大吾たちとの交流もなくなっていたが、辻堂と風林の練習試合にて起こった出来事を知り、大吾への詫びに加えてその大吾を利用する形にはなるものの、光と再び向き合うために風林野球部監督に志願。校長である江頭に「自分なら吾郎と違い指導者のライセンスは所持しているし、ボランティアで構わない」と交渉し、正式に監督に就任する。
指導方針は個人面談をはじめ、部員一人一人と向き合うスタンスをとっている。練習態度が不真面目だった千葉には退部勧告をしつつも、個人の実力だけが全てではないことを説いたうえで、態度を改めるまでの猶予も与えている。
選手を見る目も確かであり、藤井千代の投球スタイルが定まっておらず速度が遅いが、腕のふりがしなやかでありプロと同等レベルの回転数を誇っていると評価をしており、
合同チームに眉村の娘である眉村道塁と同じく加入した、郷田は中学までスポーツをしたことないスポーツ音痴と言っていたが佐藤は実際に練習を見てスポーツビジョンと呼ばれる目の機能がチームでいちばん優れてるから伸び代がないわけない！と個人指導をするなど、指導者としての高い実力もうかがえる。